# Sinogone
Genre
Sinogone est un genre d'araignées aranéomorphes de la famille des Linyphiidae.

## Distribution
Les espèces de ce genre sont endémiques de Chine.

## Liste des espèces
Selon World Spider Catalog (version 26, 19/02/2025) :
- Sinogone caesum Irfan, Wang & Zhang, 2023
- Sinogone puteus Irfan, Zhang & Peng, 2025

## Systématique et taxinomie
Ce genre a été décrit par Irfan, Wang et Zhang en 2023 dans les Linyphiidae.

## Publication originale
- Irfan, Wang & Zhang, 2023 : « One new genus and nine new species of Linyphiidae spiders from Yintiaoling Nature Reserve, Chongqing of China. » Zootaxa, no 5257(1), p. 82-114 ; « Erratum. » Zootaxa, no 5263(4), p. 575-600.